# 岩本惠理子
岩本惠理子（岩本えり子，1952年—2008年10月19日，舊姓桑田），日本女性作詞家。出生於神奈川縣茅崎市。同父異母的弟弟桑田佳祐是日本著名樂團南方之星的主唱。
惠理子小時候，就因為父母工作繁忙，不得不代替父母照顧弟弟，還經常在弟弟床邊長搖籃曲和披頭士的歌哄他睡覺，因此兩姊弟的感情非常深厚。
1975年，赴美國蒙特雷大學留學，與岩本知世結婚，婚後長期居住在美國。在美期間，桑田佳祐十分思念姊姊，南方之星的名曲《心愛的艾莉》就是桑田獻給姊姊的作品。惠理子也不時會給南方之星和桑田佳祐的歌曲作品填詞。
1995年證實乳癌末期，1996年歸國回到家鄉茅崎市靜養治療。經治療後病情得到好轉，之後亦偶然擔任作詞，並且熱心環保公益活動。2008年初，乳癌復發，病情迅速惡化。當年南方之星宣布無限期停止活動的原因之一就是桑田要四處尋找名醫，以及陪伴姊姊度過人生最後階段。2008年10月，最終因癌病擴展到全身不治病逝。

## 著作
- （講談社）2008年12月發行　ISBN 9784062152341